# Norrfjärden
Norrfjärden est une localité de la commune de Piteå dans le comté de Norrbotten en Suède.

## Démographie
Sa population était de 1579 habitants en 2020